# Alex Barclay
Pour les articles homonymes, voir Barclay.
Eve Barclay, connue sous le nom de plume Alex Barclay (née en 1974 à Dublin) est une écrivaine irlandaise de roman policier.

## Biographie
Diplômée en journalisme de l'université de la ville de Dublin, Alex Barclay s'est spécialisée dans la mode et la beauté pour la radiotélévision irlandaise, la Raidió Teilifís Éireann (RTÉ).
Depuis 2003, elle se consacre à l'écriture de romans policiers. Son premier roman, Darkhouse, est un best-seller traduit en plusieurs langues. Son troisième roman, Froid comme le sang (Blood Runs Cold), obtient en 2009 le prix de littérature policière aux Irish Book Awards. 
Ses fictions mettent en scène deux enquêteurs récurrents : Joe Lucchesi, inspecteur au NYPD, et Ren Bryce, agent du FBI. Publiés en langue anglaise chez HarperCollins, ses romans sont, en France, traduits chez Michel Lafon et réédités en format de poche chez J'ai lu.

## Œuvres

### Romans

#### SérieJoe Lucchesi
- Darkhouse (2005) Publié en français sous le titre Darkhouse, traduit par Édith Ochs, Paris, Michel Lafon, 2006 ; réédition, Paris, Michel Lafon, « Parenthèse : suspense » no 13, 2006, réédition, Paris, J'ai lu thriller no 8265, 2007
- The Caller (2007) Publié en français sous le titre Last Call, traduit par Édith Ochs, Paris, Michel Lafon, 2007 ; réédition, Paris, J'ai lu thriller no 8757, 2008

#### SérieRen Bryce
- Blood Runs Cold (2008) Publié en français sous le titre Froid comme le sang, traduit par Jean-Pascal Bernard, Paris, Michel Lafon, 2009 ; réédition, Paris, J'ai lu thriller no 9256, 2010
- Time of Death (2010) Publié en français sous le titre Blackrun, traduit par Jean-Pascal Bernard, Paris, Michel Lafon, 2010 ; réédition, Paris, J'ai lu thriller no 9641, 2011
- Blood Loss (2012)
- Harm's Reach (2014)

#### Autres romans
- Tainted (2009)
- The Trials of Orland Born (2011)